# Chapelle-sur-Moudon
Chapelle-sur-Moudon is een plaats en voormalige gemeente in het Zwitserse kanton Vaud.
Chapelle-sur-Moudon telt 360 inwoners.

## Geschiedenis
Voor 2008 maakte de gemeente deel uit van het toenmalige district Moudon. Op 1 januari 2008 werd de gemeente deel uit van het nieuwe district Gros-de-Vaud.
Op 1 januari 2013 fuseerde de gemeente met de gemeentes Chanéaz van het district Jura-Nord vaudois en Correvon, Denezy, Martherenges, Neyruz-sur-Moudon, Peyres-Possens, Saint-Cierges en Thierrens van het district Gros-de-Vaud tot de nieuwe gemeente Montanaire.

## Geboren
- Jacques Martin (1933-2005), bosbouwkundige en politicus

- Gemeinsame Normdatei: 4209695-9
- Historisch woordenboek van Zwitserland: 002464
- Virtual International Authority File: 233751805
- WorldCat: E39PBJd886PyCByfF6wqWbj9jC